# Karin Ödlund
Karin Margareta Sofia Ödlund (* 22. Februar 1959 in Alnön; † 1. April 2005 ebenda) war eine schwedische Fußballspielerin. Sie bestritt bei ihren fünf Turnierteilnahmen um die Nordische Meisterschaft alle 15 Spiele und gewann das Turnier mit ihrer Mannschaft viermal.

## Karriere

### Vereine
Ödlund spielte im Seniorinnenbereich zunächst für den in Vi auf der Insel Alnön in der Provinz Västernorrlands ansässigen Alnö IF, wechselweise in der Division 1 und Division 2, der unter diesen Namen höchsten und zweithöchsten Spielklasse im schwedischen Frauenfußball. Nach wenigen Spielzeiten für den in Kronäng in der Provinz Västra Götalands ansässigen Kronängs Idrottsförening, kehrte sie zur Spielzeit 1984 nach Västernorrlands zurück und gehörte dem im Hauptort der gleichnamigen Gemeinde Sundsvall ansässigen Sundsvalls DFF an.

### Nationalmannschaft
Ödlund bestritt als Nationalspielerin für den SvFF in sechs Jahren 31 Länderspiele, in denen sie 13 Tore erzielte. Ihr erstes gelang ihr bei ihrem Debüt am 7. Juli 1978 in Kolding beim 2:1-Sieg über die Nationalmannschaft Norwegens im ersten Turnierspiel um die Nordische Meisterschaft mit dem Treffer zur 1:0-Führung in der 17. Minute. Nach den zwei folgenden Turnierspielen (0:0 vs. Finnland, 1:0 vs. Dänemark) stand der Turniersieg fest. An diesem Turnier nahm sie mit jeweils drei Spielen auch 1979, 1980 (2 Tore), 1981 (1 Tor) und 1982 (1 Tor) mit der letzten Austragung teil, das sie mit ihrer Mannschaft drei weitere Male (außer 1982) gewann.
Des Weiteren kam sie in acht in Freundschaft ausgetragenen Länderspielen zum Einsatz, in denen sie vier Tore erzielte, und in (den ersten) vier EM-Qualifikationsspielen, in denen ihr drei Tore gelangen. Ein weiteres Tor erzielte sie am 19. Juli 1979 in Rimini beim 3:0-Sieg über die Nationalmannschaft Wales’ mit dem Treffer zum Endstand in der 55. Minute. im ersten von vier Spielen bei der Teilnahme ihrer Mannschaft an der Inoffiziellen Europameisterschaft in Italien. Im Spiel um Platz 3, das am 27. Juli 1979 in Neapel ausgetragen wurde, bezwang sie mit ihrer Mannschaft die Nationalmannschaft Englands mit 4:3 – wenn auch erst im Elfmeterschießen.

## Erfolge
- Europameister 1984 (ohne Finalrundeneinsatz)
- Nordischer Meister 1978, 1979, 1980, 1981
- Dritter Inoffizielle Europameisterschaft 1979